# ヴィッラール・ペッリチェ
ヴィッラール・ペッリチェ（伊: Villar Pellice）は、イタリア共和国ピエモンテ州トリノ県にある、人口約1,100人の基礎自治体（コムーネ）。

## 地理

### 位置・広がり

#### 隣接コムーネ
隣接するコムーネは以下の通り。括弧内のCNはクーネオ県所属を示す。
- アングローニャ
- バニョーロ・ピエモンテ (CN)
- ボッビオ・ペッリーチェ
- クリッソーロ (CN)
- ペッレーロ
- プラーリ
- ロラ
- トッレ・ペッリチェ

## 行政

### 分離集落
ヴィッラール・ペッリチェには、以下の分離集落（フラツィオーネ）がある。
- Subiasco, Bessé, Garnier